# Æðey
Æðey är en ö i republiken Island. Den ligger i regionen Västfjordarna, i den nordvästra delen av landet. Den är den största ön i Ísafjarðardjúp. Ön har fått sitt namn efter ejdern (æðarvarp på isländska) som finns här. Dessutom finns det stora lunnefågelkolonier på ön och även många andra fågelarter.
Æðey är 2,2 km lång och 0,8 km bred. Med ett ytinnehåll på 1,26 km² är den fjordens största ö. Ön är relativt låg och ligger bara 34 meter över havet som högst. Ön är frodig och täckt med gräs. Den har varit bebodd sedan medeltiden och än idag finns en gård på den. Dun från ejder är en viktig inkomstkälla.
Sedan 1946 har det funnits en väderstation här.
På sommaren finns en regelbunden fartygsförbindelse med Ísafjörður.